# Hydnorobius helleri
Hydnorobius helleri is een keversoort uit de familie Belidae. De wetenschappelijke naam van de soort is voor het eerst geldig gepubliceerd in 1912 door Bruch.